# 八木國之
八木 國之（やぎ くにゆき、1922年5月13日 - 2008年4月6日）は、日本の法学者・弁護士。法学博士（中央大学）。中央大学名誉教授。
広島県尾道市生まれ。市川秀雄門下。なお、「八木国之」とも表記される

## 来歴
1942年に中央大学専門部法学科を卒業し、同年中央大学法学部入学。1943年臨時召集。大日本帝国陸軍主計少尉を経て1945年に復員・復学。1946年中央大学法学部卒業。
1953年同大学院法学研究科修了。中央大学法学部助教授。1962年同法学部教授。1965年同大学院法学研究科教授。中央大学協議員。1966年中央大学評議員。1977年中央大学通信教育部長。1985年同大学院法学研究科委員長。1993年中央大学定年退職。同名誉教授。弁護士登録。
この他、1963年～1964年、1973年～1974年、1984年にヨーロッパやアメリカ、北ヨーロッパで在外研究も行った。
1998年、勲三等瑞宝章を受章。2008年4月6日、心不全のため85歳で死去。

## 研究領域
中央大学最盛期において、刑法学のみならず、刑事政策や少年法に至るまで研究領域とした。

## 家族
子息に弁護士の八木清文がいる。

## 主著
- （下村康正）と共編『刑法各論-重要問題と解説-』<法学演習講座9>（法学書院、1978年）
- 『新派刑法学の現代的展開』（酒井書店、1984年）
- 『判例ノート刑法（新版 改訂版）』（編著、法学書院、1988年）
- 『新派刑法学の現代的展開（増補版）』（酒井書店、1991年）
- 『判例刑法要論』（編著、酒井書店、2000年）

## 門下生
- 伊藤康一郎
- 楠本孝 - 三重短期大学教授
- 斎藤信治
- 島倉隆 - 中央学院大学教授
- 高橋直哉 - 中央大学教授、元駿河台大学准教授
- 立山龍彦 - 東海大学教授
- 奈良俊夫 - 獨協大学名誉教授、元大阪学院大学教授
- 原口伸夫 - 駒澤大学教授、元横浜桐蔭大学准教授
- 藤本哲也